# Liste der Monuments historiques in Hévilliers
Die Liste der Monuments historiques in Hévilliers führt die Monuments historiques in der französischen Gemeinde Hévilliers auf.

## Liste der Objekte
| Bezeichnung                   | Beschreibung                                                  | Standort                                | Kennzeichnung | Schutzstatus | Datum | Bild |
| ----------------------------- | ------------------------------------------------------------- | --------------------------------------- | ------------- | ------------ | ----- | ---- |
| Skulptur Heiliger Nikolaus    | Stein, 18. Jahrhundert                                        | in der Kirche St-Pierre-ès-Liens (Lage) | PM55001913    | Inscrit      | 2001  |      |
| Altarkreuz                    | Messing, versilbert, um 1800                                  | in der Kirche St-Pierre-ès-Liens (Lage) | PM55001912    | Inscrit      | 1995  |      |
| Gemälde Notre-Dame-des-Vertus | Ölfarbe auf Leinwand, vergoldeter Holzrahmen, 18. Jahrhundert | in der Kirche St-Pierre-ès-Liens (Lage) | PM55002652    | Inscrit      | 2007  |      |
| Skulptur Madonna mit Kind     | Stein, bezeichnet 1679                                        | außen am Pfarrhaus (Lage)               | PM55001914    | Inscrit      | 2000  |      |